# 小行星5175
小行星5175（英語：5175 Ables）是一颗围绕太阳公转的小行星。1988年11月4日，卡罗琳·舒梅克、尤金·舒梅克在帕洛马山发现了此天体。
这颗小行星的绝对星等为313.79486等。